# Deák Árpád
Deák Árpád (Marosvásárhely, 1955. július 4. –) erdélyi magyar szobrász.

## Életpályája
1974–1978 között a kolozsvári Ion Andreescu Képzőművészeti Főiskolára járt szobrászatra. Mestere Lövith Egon volt. 1986 óta Nagyváradon él és dolgozik. A szobrászat mellett grafikai tevékenysége is jelentős. A nagyváradi Művészeti Líceum tanára. Nős, felesége  zongoratanárnő, egy lány (Anna Karina, 1994) édesapja.

## Munkássága

### Egyéni kiállításai
- Jelen Ház, Arad (2005)
- Református Püspöki Palota, Nagyvárad (2005)

### Csoportos kiállítások
- Barabás Miklós Céh 80 éves jubileumi tárlata, Gyárfás Jenő Képtár, Sepsiszentgyörgy, 2009

### Köztéri művei

Szoboregyüttes Nagyváradon: A Holnaposok. Balról jobbra: Ady Endre, Juhász Gyula, Dutka Ákos, Emőd Tamás

- Olosz Lajos emlékplakettje a költő szülőházán (1991, Ágya)
- Lorántffy Zsuzsanna domborműve (Nagyvárad, Református Gimnázium)
- Hollósy Simon síremléke (1996, Máramarossziget)
- Károli Gáspár szobra (1996, Nagykároly)
- Kaffka Margit szobra (1999, Nagykároly)
- Petőfi Sándor szobra (2004, Szatmárnémeti)
- Seprődi János szobra (2004, Kibéd)
- Világháborús emlékmű (2004, Paptamási)
- Hajdúk emlékére szoborcsoport (2006, Nagyszalonta)
- Ady Endre emléktábla (2008, Párizs)
- Raksányi Gellért emléktábla (2010, Budapest)
- Barta Tamás emléktábla (2010, Budapest)
- A Holnaposok szoborcsoport (2012, Nagyvárad)
- Rhédey Lajos mellszobor (2018, Nagyvárad)[1]

### Díjai
- A magyar kultúráért díj (Nagyvárad, 2005)
- A nagyváradi Ady Endre Társaság művészeti díja